# I WeirDo
I WeirDO (en chino: 怪胎) es una película de drama romántico taiwanesa de 2020 escrita y dirigida por Liao Ming-yi (en su debut como director de largometraje) y protagonizada por Austin Lin, Nikki Hsieh. La película tuvo su estreno mundial en el 22º Festival de Cine del Extremo Oriente el 29 de junio de 2020, donde ganó el premio Purple Mulberry. Se estrenó oficialmente en Taiwán el 7 de agosto de 2020. Es la primera película asiática filmada íntegramente en un iPhone, una filmación de 32 días en el iPhone XS Max.

## Argumento
Po-Ching es un traductor independiente con TOC grave y síntomas graves de misofobia. Pasa la mayor parte de sus horas de vigilia limpiando su apartamento, se cubre completamente cuando sale, se lava las manos con frecuencia dondequiera que va y limita sus compras de comestibles al día 15 de cada mes. Como resultado, sus hábitos lo han aislado del público en general y la gente lo ve como un completo bicho raro.
En uno de esos viajes de compras, conoce a otro bicho raro, Chen Ching, que comparte hábitos y tics similares. Mientras pasan tiempo juntos, Po-Ching se entera de que Chen Ching trabaja como modelo desnuda para clases de dibujo, pero sus alergias significan que con frecuencia experimenta ataques de urticaria durante sesiones prolongadas. Po-Ching propone que Chen Ching se mude con él para que puedan apoyarse mutuamente, y rápidamente se unen por sus hábitos compartidos y las dificultades experimentadas, convirtiéndose en novio y novia. Juntos, juran que nada cambiará entre ellos.
Al día siguiente, Po-Ching descubre de repente que ya no es misofóbico y puede tocar la suciedad de una ventana sin sufrir alergias. Chen Ching, angustiado, consulta a varios médicos para ver si se puede restaurar el TOC de Po-Ching antes de asegurarle que su nuevo estado no cambiará nada. A pesar de esto, Chen Ching se da cuenta de que Po-Ching eventualmente anhelará una vida normal que no esté sujeta a los límites de su estilo de vida anterior; Efectivamente, Po-Ching acepta un trabajo en una editorial, se distancia de Chen Ching a medida que avanza su carrera y finalmente deja a Chen Ching para mudarse con su colega Mei-Yu. Chen Ching regresa a su departamento anterior como un desastre emocional, mientras que Po-Ching descubre que ha comenzado a lavarse las manos obsesivamente nuevamente, como si el estrés desencadenado por su traición.
La película corta abruptamente a Chen Ching despierto en la cama junto a Po-Ching, revelando que los eventos de la recuperación de Po-Ching han sido un sueño. Al ver una lagartija perdida, Chen Ching se levanta de la cama y, sin darse cuenta, agarra una escoba sucia para ahuyentarla, y se da cuenta de que su propia misofobia se ha curado de la noche a la mañana. Al contar los eventos de su sueño, Chen Ching imagina una secuencia de eventos en los que los roles de ella y Po-Ching se invierten: ella sigue adelante para llevar una vida normal, acepta un trabajo de oficina y finalmente deja a Po-Ching para entablar una relación con su compañero de trabajo, dejando a Po-Ching angustiado y solo en su casa.
De vuelta al presente, Po-Ching se despierta y encuentra a Chen Ching agarrando la escoba sucia. Ella lo mira, visiblemente temblando y llorosa, sabiendo que su relación ha cambiado irremediablemente y aterrorizada por el futuro por venir, concluyendo la película en un suspenso.

## Reparto
- Austin Lin como Chen Po Ching
- Nikki Hsieh como Chen Ching
- Chang Shao-huai como psiquiatra
- Aviis Zhong como Mei-Yu
- Chung Cheng-chun como colega de Chen Ching
- Zhong Yuechun como médico de la clínica de dermatología

## Premios y nominaciones
| Premiación                                              | Categoría                | Nominado                           | Resultado | Ref.  |
| ------------------------------------------------------- | ------------------------ | ---------------------------------- | --------- | ----- |
| 22º Festival de Cine del Extremo Oriente                | Premio Mora Púrpura      | "I WeirDo"                         | Ganador   | [ 5 ] |
| 22º Festival de Cine del Extremo Oriente                | Premio del Público       | "I WeirDo"                         | Nominado  | [ 5 ] |
| 19º Festival de Cine Asiático de Nueva York             | Mención especial         | "I WeirDo"                         | Ganador   |       |
| 19º Festival de Cine Asiático de Nueva York             | La mejor película        | "I WeirDo"                         | Nominado  |       |
| 57 Festival de Premios Caballo de Oro de Cine de Taipéi | Mejor nuevo director     | Liao Ming-yi                       | Nominado  | [ 6 ] |
| 57 Festival de Premios Caballo de Oro de Cine de Taipéi | Mejor actor principal    | Austin Lin                         | Nominado  | [ 6 ] |
| 57 Festival de Premios Caballo de Oro de Cine de Taipéi | Mejor actriz principal   | Nikki Hsieh                        | Nominado  | [ 6 ] |
| 57 Festival de Premios Caballo de Oro de Cine de Taipéi | Mejor Fotografía         | Liao Ming-yi                       | Nominado  | [ 6 ] |
| 57 Festival de Premios Caballo de Oro de Cine de Taipéi | Mejores efectos visuales | Sam Kung, Miao Tien-yu, Archin Yen | Nominado  | [ 6 ] |
| 57 Festival de Premios Caballo de Oro de Cine de Taipéi | Mejor dirección de arte  | Jhong-Syuan Wu                     | Nominado  | [ 6 ] |